# Baikunthpur (Chhattisgarh)
Baikunthpur es una ciudad de la India capital del distrito de Koriya, en el estado de Chhattisgarh.

## Geografía
Se encuentra a una altitud de 556 m s. n. m. a 307 km de la capital estatal, Raipur, en la zona horaria UTC +5:30.

## Demografía
Según una estimación de 2012 contaba con una población de 12863 habitantes.